# Навити
Навити (фидж. Naviti) — остров в Фиджи. Административно входит в состав провинции Мба.

## География
Навити расположен в северо-западной части Фиджи, в островной группе Ясава, в южной части Тихого океана. Омывается водами Тихого океана. Ближайший материк, Австралия, находится в 2800 км.
С точки зрения геологии, Навити имеет вулканическое происхождение. Площадь острова составляет 34 км², а высшая точка достигает 388 м.
Навити покрыт густым тропическим лесом, имеются мангровые заросли. Из растительности преобладают кокосовые пальмы. Климат на острове влажный тропический. Подвержен негативному воздействию циклонов.

## История
Европейским первооткрывателем острова является британский путешественник Уильям Блай, открывший его в 1789 году.